# Папуга багійський
Папу́га багійський (Touit melanonotus) — вид папугоподібних птахів родини папугових (Psittacidae). Ендемік Бразилії.

## Опис
Довжина птаха становить 15-16 см. Голова і нижня частина тіла зелені, груди і боки мають блакитнувато-сірий відтінок, скроні коричневі. На спині велика темно-коричнева пляма, надхвістя зелене. На тімені чорна пляма. Хвіст червоний, на кінці чорний, центральні стернові пера зелені. Першорядні покривні пера крил темно-коричневі, першорядні і другорядні махові пера на кінці темно-коричневі,. Очі темно-карі, навколо очей оранжеві кільця голої шкіри.

## Поширення і екологія
Багійські папуги мешкають на південному сході Бразилії, в штатах Баїя, Еспіріту-Санту, Ріо-де-Жанейро, Сан-Паулу і Парана. Вони живуть у вологих рівнинних і гірських атлантичних лісах, переважно на висоті від 500 до 1200 м над рівнем моря, в Національному парку Ітатіая на висоті до 1400 м над рівнем моря, в Баїї і Сан-Паулу місцями на рівні моря. Зустрічаються зграйками до 20 птахів. Живляться насінням дерев родини бобових, плодами Rapanea acuminata, Clusia sp і омелою. Гніздяться у вересні-жовтні.

## Збереження
МСОП класифікує цей вид як вразливий. За оцінками дослідників, популяція багійських папуг становить від 2500 до 10000 дорослих птахів. Це рідкісний вид птахів, якому загрожує знищення природного середовища.